# Como (Guiné-Bissau)
Como é um sector na região de Tombali, na Guiné-Bissau, constituindo-se como sector insular. De acordo com o censo de 2009, a sua população era de 8777 habitantes.
Em 1973, Como foi um dos primeiros locais de combate durante a Guerra da Independência da Guiné-Bissau.
Segundo o relatório de diagnóstico da região de Tombali, publicado em julho de 2016, o sector de Como apresentava degradação de diques de cintura em algumas bolanhas, e êxodo da população jovem.